# Stilbia turatii
Stilbia turatii är en fjärilsart som beskrevs av Lucas 1910. Stilbia turatii ingår i släktet Stilbia och familjen nattflyn. Inga underarter finns listade i Catalogue of Life.